# Porte de Paris (Reims)
Pour les articles homonymes, voir Porte de Paris.
La porte de Paris  est un monument de Reims. Elle tient son nom de la route sortant de Reims pour la direction de Paris.
La porte de Paris a été classée monument historique en 1919.

## Histoire
La grille en fer forgée a été exécutée par les serruriers rémois Lecoq et Revel. Construite pour l'entrée du roi à Reims, elle ne fut pas livrée à temps pour le couronnement de Louis XVI. Elle a été installée un an après, en 1776, en bordure de la Vesle. Napoléon l'aurait franchie le 14 mars 1814 sous les acclamations de la population rémoise. Servant de porte à la barrière d'octroi de la ville, elle fut une première fois déplacée du bas de la rue de Vesle en 1847, pour être remontée devant les abattoirs avenue de Paris. Alors que son rôle devenait obsolète et gênante pour la circulation automobile, elle fut démontée le 28 juin 1949, et remontée le 4 septembre 1953 sur les Basses-promenades où elle se trouve actuellement rue de Bir-Hakeim . Les piliers sont encore présents de part et d'autre de l'avenue de Paris.

## Images

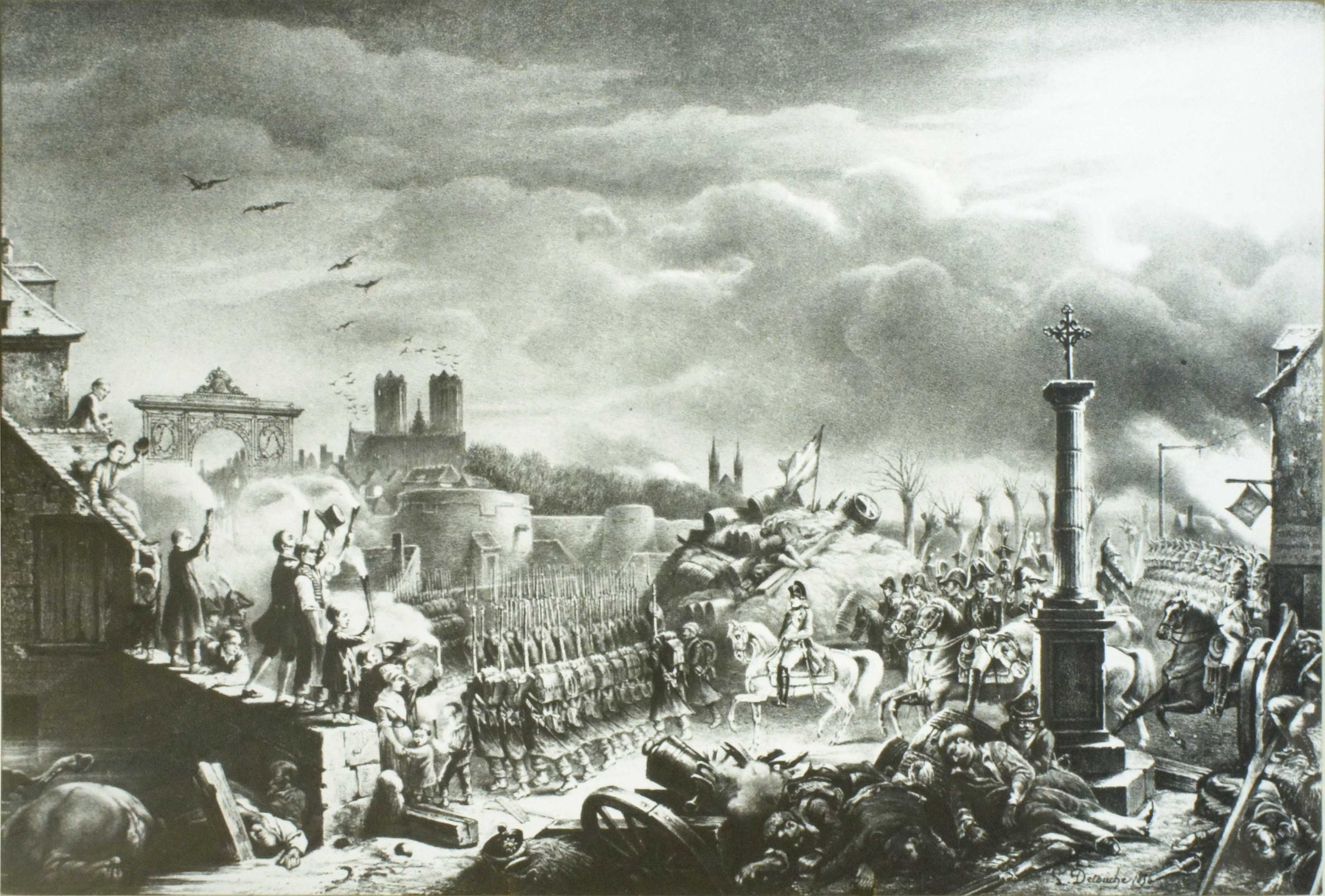
1814, en bas de la rue de Vesle, Napoléon entre victorieux à Reims.
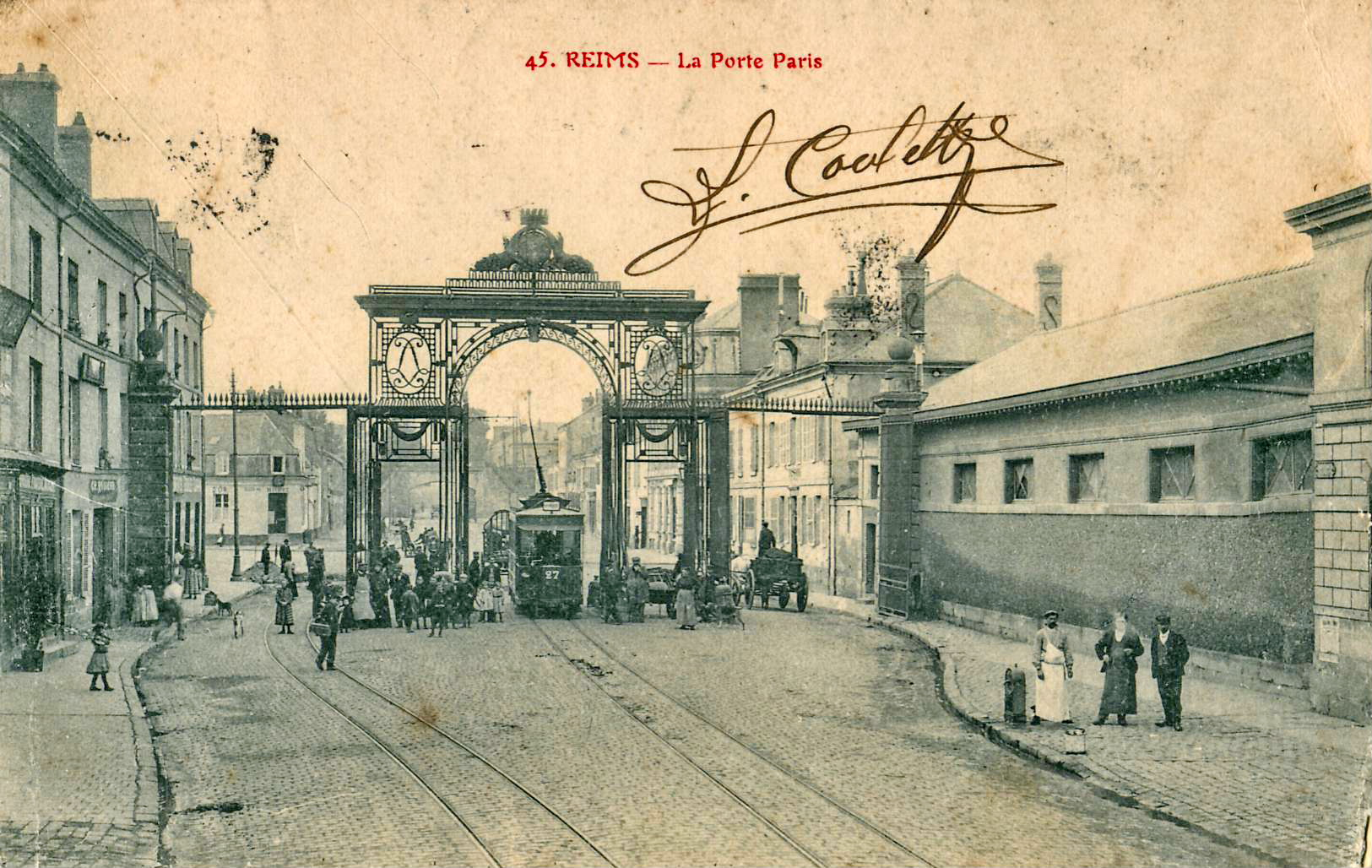
En position rue de Paris.
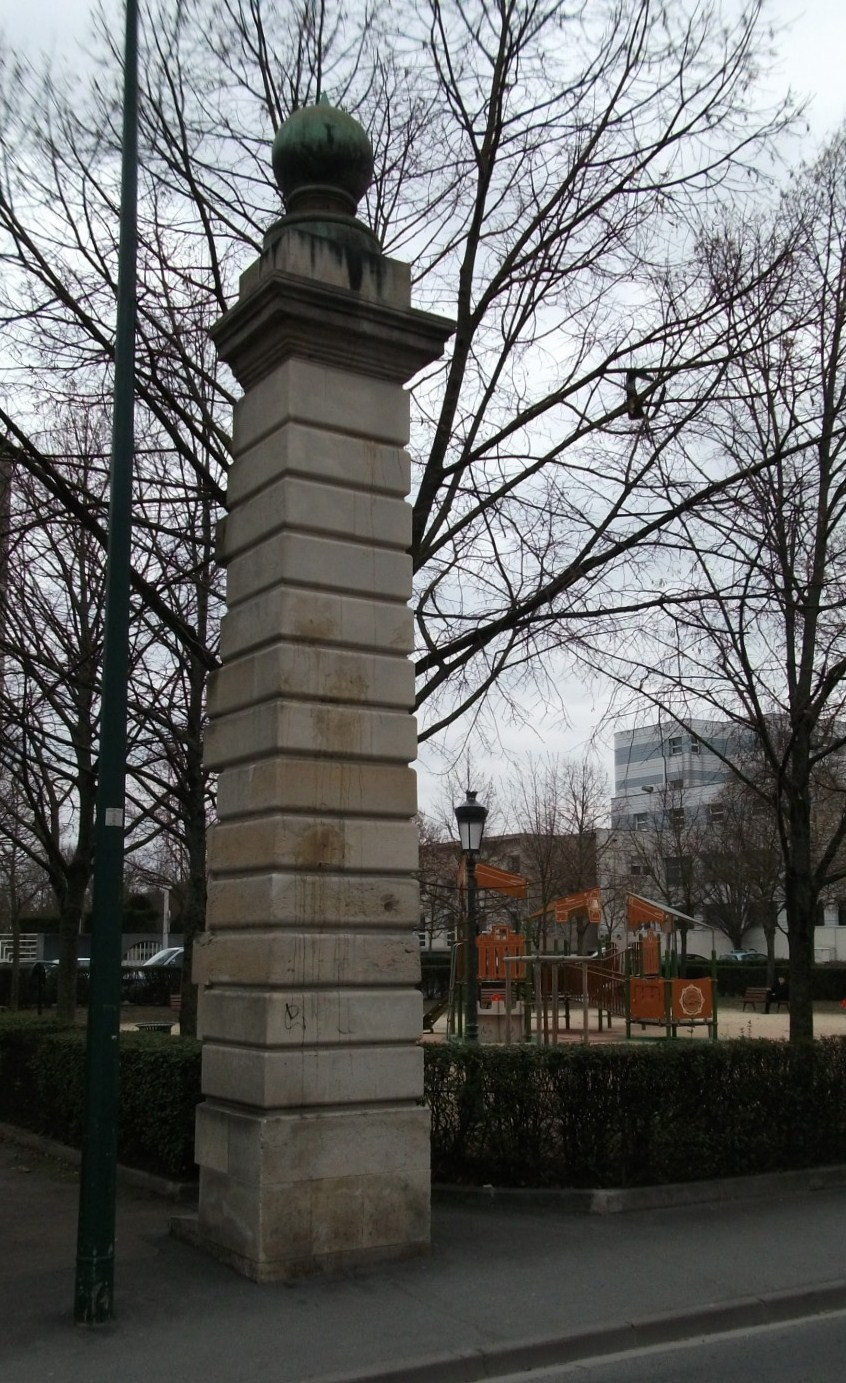
Vestiges de l'ancien octroi rue de Paris.
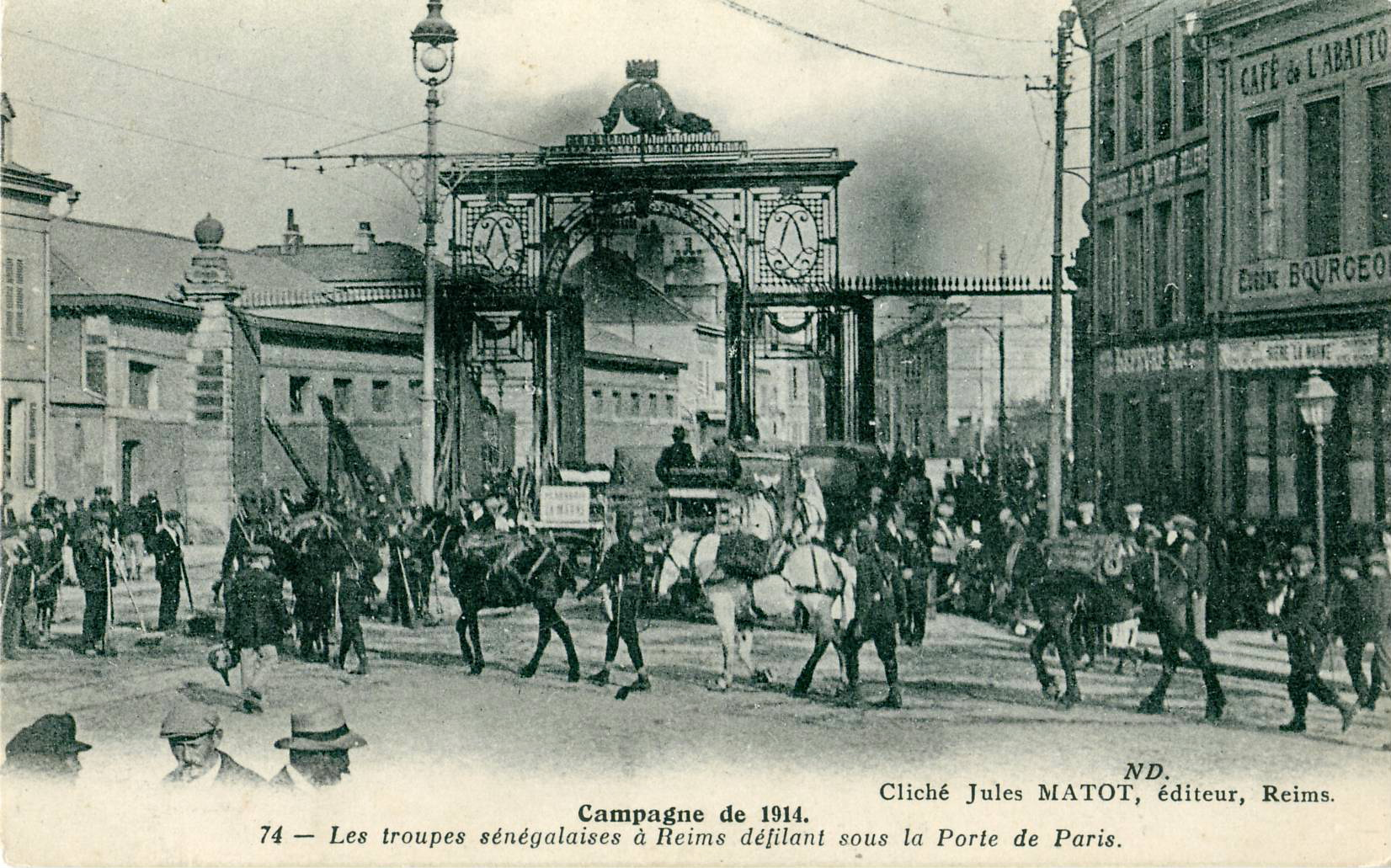
1914, Les troupes sénégalaises à Reims défilant sous la Porte de Paris.
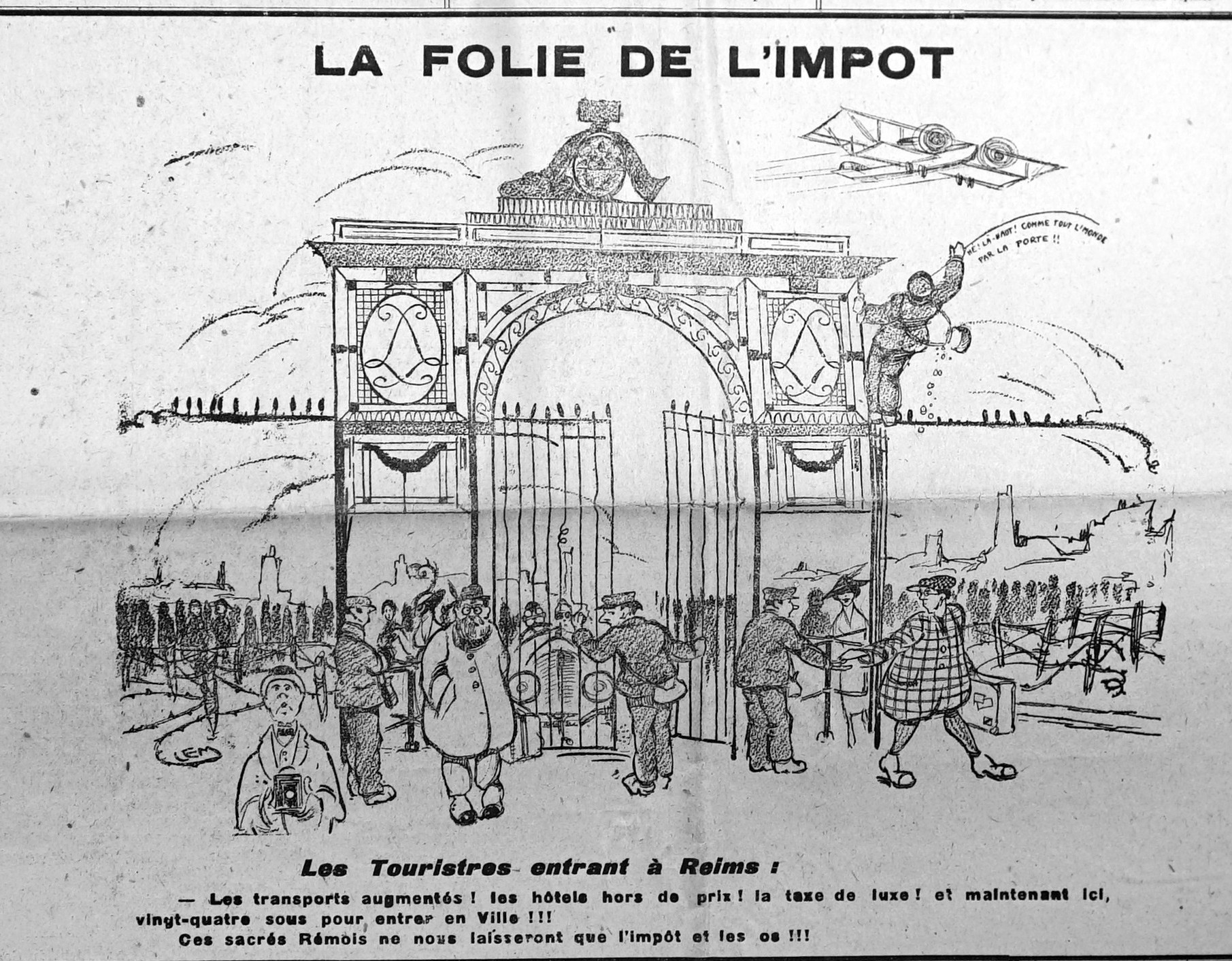
En 1920 dans le Cri de Reims au sujet de l'Octroi.